# نيكولاس وأليكساندرا (فلم)
نيكولاس وأليكساندرا (بالإنجليزية: Nicholas and Alexandra) هو فيلم ملحمي تم إنتاجه في المملكة المتحدة وصدر في سنة 1971.

## ترشيحات وجوائز
| السنة | الحدث  | الفئة     | النتيجة |
| ----- | ------ | --------- | ------- |
|       | أوسكار | أفضل فيلم | ترشـيـح |

## وصلات خارجية
- مقالات تستعمل روابط فنية بلا صلة مع ويكي بيانات